# Саволайнен, Яана
Яана Саволайнен (фин. Jaana Savolainen; 23 января 1964 года, Лаппеэнранта) — финская лыжница, призёрка Олимпийских игр, чемпионка мира, победительница этапов Кубка мира. 

## Карьера
В Кубке мира Саволайнен дебютировала в 1984 году, в марте 1986 года одержала свою первую победу на этапе Кубка мира. Всего в личных гонках имеет на своём счету 2 победы на этапах Кубка мира. Лучшим достижением Саволайнен в общем итоговом зачёте Кубка мира является 8-е место в сезоне 1985/86. 
На Олимпийских играх 1988 года в Калгари завоевала бронзу в эстафетной гонке, кроме того заняла 28-е место в гонке на 20 км коньком.
На Олимпийских играх 1992 года в Альбервиле заняла 26-е место в гонке на 5 км классикой, 18-е место в гонке преследования, 28-е место в гонке на 30 км коньком и 4-е место в эстафете.
На чемпионате мира-1989 завоевала золотую медаль в эстафетной гонке.